# 北海道道77号千歳インター線
北海道道77号千歳インター線（ほっかいどうどう77ごう ちとせインターせん）は、北海道千歳市を通る道道（主要地方道）である。

## 概要
道央自動車道千歳ICから千歳市中心街に至る経路を構成する。また、千歳臨空工業団地と泉沢・向陽台地区から中心街に至る経路でもある。新千歳空港ICが開設される以前は、道央自動車道から新千歳空港に至る主なルートでもあった。

### 路線データ
- 起点 : 北海道千歳市本町（国道36号交点）
- 終点 : 北海道千歳市泉沢（道央自動車道千歳IC）
- 総延長：1.566 km[2]
- 実延長：1.532 km[2]
- 重用延長：0.034 km[2]

## 歴史
- 1969年（昭和44年）6月18日 - 一般道道671号千歳インター線として路線認定[3]。
- 1993年（平成5年）5月11日 - 建設省から、道道千歳インター線が千歳インター線として主要地方道に指定される[4]。
- 1994年（平成6年）10月1日 - 路線番号を77号に変更[5]。

## 地理

### 通過する自治体
- 石狩振興局
  - 千歳市

### 交差する道路
千歳市
- 国道36号 - 本町2丁目（起点）
- E5 道央自動車道 千歳IC - 泉沢（終点）

### 沿線にある施設など
千歳市
- ホテルグランテラス千歳
- 千歳警察署本町交番
- 北海道千歳高等支援学校
- 千歳乃湯えん